# Darwindagen
Darwindagen är en nyligen instiftad temadag för att fira årsdagen av Charles Darwins födelsedag den 12 februari 1809. Dagen finns till för att uppmärksamma Darwins bidrag till evolutionsbiologin och för att främja vetenskap i allmänhet.
Firandet av Darwins arbete och insatser har organiserats sporadiskt sedan hans död den 19 april 1882. Tillställningar ägde rum i Down House i Downe i den södra delen av London där Darwin och medlemmar i hans familj levde från 1842 till hans hustru Emma Darwins död 1896.
Firande har sedan mer eller mindre sporadiskt förekommit för att under 00-talet bli mer regelbundet.